# Društvo študentov biologije
Društvo študentov biologije (kratica DŠB) je prostovoljno, samostojno in nepridobitno združenje fizičnih oseb, ki jih druži zanimanje za problematiko študija biologije v Sloveniji ali dejavnosti, povezane z biologijo. Svoje prostore ima na Oddelku za biologijo Biotehniške fakultete na Večni poti v Ljubljani.
Za svoje člane prireja različne izobraževalne aktivnosti, namenjene popestritvi študija biologije in seznanjanju z metodami pri terenskem biološkem delu. Največji in medijsko najodmevnejši projekt je vsakoletni desetdnevni Raziskovalni tabor študentov biologije, ki poteka vsako leto v drugem slovenskem kraju, na njem pa v okviru skupin pod vodstvom ustreznih strokovnjakov udeleženci spoznavajo katero izmed skupin živali ali rastlin. Rezultati popisov, ki se izvajajo v času tabora, so neposredno uporabni pri preučevanju biotske pestrosti Slovenije. Drugi večji projekti so vsakoletni enotedenski tabor na Balkanu (Ekosistemi Balkana), krajši spomladanski tabori v Sloveniji (Pomladni biološki dnevi) in terenski dnevi (Študentsko raziskovanje vrstne pestrosti). Poleg tega organizira predavanja in razstave z biološko tematiko, vzdržuje spletno stran z napotki za študij, v okviru društva pa izhaja tudi Antirepresor, glasilo študentov biologije.
Drugi pomemben del dejavnosti obsega ukvarjanje s problematiko študija biologije na Oddelku za biologijo Biotehniške fakultete v Ljubljani, pomoč študentom pri težavah s študijem in pomoč Oddelku pri komunikaciji s študenti (npr. predstavitev študija za bruce).
Društvo je leta 2016 praznovalo dvajsetletnico ustanovitve. Ustanovni občni zbor društva je bil 16. januarja 1996, uradno pa je bilo priznano konec tistega leta, 16. decembra. Občni zbor, na katerem člani izberejo predsedstvo, je vsako leto ob začetku študijskega leta.